# Hayti Heights
Hayti Heights és una població dels Estats Units a l'estat de Missouri. Segons el cens del 2000 tenia 771 habitants.

## Demografia
Segons el cens del 2000, Hayti Heights tenia 771 habitants, 254 habitatges, i 183 famílies. La densitat de població era de 300,7 habitants per km².
Dels 254 habitatges en un 46,9% hi vivien nens de menys de 18 anys, en un 19,3% hi vivien parelles casades, en un 49,6% dones solteres, i en un 27,6% no eren unitats familiars. En el 24% dels habitatges hi vivien persones soles el 9,1% de les quals corresponia a persones de 65 anys o més que vivien soles. El nombre mitjà de persones vivint en cada habitatge era de 3,04 i el nombre mitjà de persones que vivien en cada família era de 3,64.
Per edats la població es repartia de la següent manera: un 44,7% tenia menys de 18 anys, un 9,9% entre 18 i 24, un 22,7% entre 25 i 44, un 13,5% de 45 a 60 i un 9,2% 65 anys o més.
L'edat mediana era de 21 anys. Per cada 100 dones de 18 o més anys hi havia 62 homes.
La renda mediana per habitatge era de 12.011 $ i la renda mediana per família de 15.417 $. Els homes tenien una renda mediana de 23.750 $ mentre que les dones 16.786 $. La renda per capita de la població era de 6.398 $. Entorn del 55,5% de les famílies i el 57,7% de la població estaven per davall del llindar de pobresa.

## Poblacions més properes
El següent diagrama mostra les poblacions més properes.